# جورجینا لو
جورجینا لو (انگلیسی: Georgina Lowe؛ زادهٔ ژوئن ۱۹۶۲) تهیه‌کننده فیلم و تهیه‌کننده تلویزیونی اهل بریتانیا است.
از فیلم‌ها یا مجموعه‌های تلویزیونی که وی در آن‌ها نقش داشته‌است، می‌توان به پیترلو، اوج مخملی، انگشتر، وارونه، همه یا هیچ، ورا دریک، بی‌غم و سالی دیگر اشاره نمود.